# Quinze
O quinze (15) é o número natural que segue o catorze e precede o dezesseis.
O 15 é um número composto, que tem os seguintes factores próprios: 1, 3 e 5. Como a soma de seus factores é 9 < 15, trata-se de um número defectivo. Por exemplo, 10 é um número defectivo, porque os divisores próprios de 10 são 1, 2 e 5, cuja soma é {\displaystyle 1+2+5=8<10}.
O 15 é o quinto número triangular, depois do 10 e antes do 21.
Pode ser escrito de forma única como a soma de dois números primos: {\displaystyle 15=2+13\,}.